# باران دروغ
باران دروغ (کره‌ای: 하얀 거짓말، انگلیسی: White Lie یک سریال درام کره‌ای است که در سال ۲۰۰۸ ساخته شده‌است. نام اصلی این سریال «دروغ مصلحتی» است، اما با نام باران دروغ از شبکه فارسی۱ پخش شد.

## بازیگران
- شین اون-کیونگ در نقش سئو ایون یانگ
- یون های-کیونگ در نقش سئو بو یانگ (خواهر)
- آن سوک-هوان در نقش سئو هو گو (پدر)
- کیم هه اوک در نقش نا جین سون (مادر)
- کیم یو-سوک
- ایم جی ایون
- جین تائه هیون
- کیم هائه سوک
- جونگ هی ته